# Isotherme DNA-Amplifikation
Die isotherme DNA-Amplifikation umfasst PCR-Methoden zur Amplifikation (Vervielfältigung) von DNA bei konstanten Temperaturen.

## Eigenschaften
Im Gegensatz zur klassischen  Polymerasekettenreaktion (PCR) erfolgt bei der isothermen DNA-Amplifikation die jeweilige Reaktion bei gleichbleibender Temperatur (isotherm) mit einer strangversetzenden DNA-Polymerase, während die PCR eine thermostabile DNA-Polymerase und zur Strangtrennung eine Erhitzung auf 95 °C durch einen Thermocycler verwendet. Dadurch kann die Reaktion auch ohne größeren gerätetechnischen Aufwand durchgeführt werden. Die strangversetzende DNA-Polymerase, z. B. die Φ29-DNA-Polymerase aus dem Bakteriophagen φ29, verdrängt einen bestehenden zweiten Strang von doppelsträngiger DNA, während sie anhand des ersten Stranges einen neuen Strang herstellt, mit gleicher Sequenz zum zweiten Strang. Die Varianten der isothermen DNA-Amplifikation können mit der dPCR kombiniert werden.

## Varianten
Methoden zur isothermen Amplifikation von DNA sind z. B. die Multidisplacement Amplification (strangversetzende Amplifikation), die Isothermal Assembly (isothermer Zusammenbau), die Recombinase Polymerase Amplification (RPA, Rekombinase Polymerase Amplifikation), die Loop-mediated Isothermal Amplification (LAMP, schleifenvermittelte isothermale Amplifikation), nucleic acid sequence-based amplification (NASBA, Nukleinsäuresequenz-basierte Amplifikation), die Helicase-dependent Amplification (HDA, Helikase-abhängige Amplifikation), die Nicking Enzyme Amplification Reaction (NEAR, die Einzelstrangbruchsenzym-Amplifikationsreaktion), die rolling circle replication (RCA, Replikation per rolling circle). Weitere Nachweisverfahren sind z. B. die nicking endonuclease signal amplification (NESA, Einzelstrangbruchsenzym-Signalamplifikation) und nicking endonuclease assisted nanoparticle activation (NENNA, Einzelstrangbruchsenzym-vermittelte Nanopartikelaktivierung), exonuclease-aided target recycling (Exonuklease-vermitteltes Zielrecycling), junction or Y-probes (Verbindungs- oder Y-Sonden), split DNAZyme (gespaltene DNAzyme) und deoxyribozyme amplification (Desoxyribozym-Amplifikation), nicht-kovalente DNA-Katalysen und die hybridization chain reaction (HCR, Hybridisierungskettenreaktion).